# Armin Leutbecher
Armin Leutbecher (* 11. August 1934 in Nanchang; † 21. Januar 2022) war ein deutscher Mathematiker und Hochschullehrer.

## Leben
Leutbecher studierte Mathematik und Physik in Göttingen, Tübingen und Münster. An der Universität Münster schloss er sein Studium 1961 mit dem Staatsexamen für das Höhere Lehramt ab. Er promovierte 1963 bei Hans Petersson an der Universität Münster zum Thema Über den Zusammenhang der Werte von L-Reihen quadratischer Zahlkörper im Punkte s= 1 mit automorphen Formen. Nach der Habilitation im Jahr 1969 war er ab 1970 als Extraordinarius mit dem Titel Professor an der Fakultät für Mathematik der Technischen Universität München bis zu seiner Pensionierung im Jahr 1999 tätig.  1997 gründete er die Hurwitz-Gesellschaft zur Förderung der Mathematik an der TU München e. V., deren Vorsitzender er bis 2011 war. Ab 2011 war er deren Ehrenvorsitzender.

## Veröffentlichungen
- Über den Zusammenhang der Werte von L-Reihen quadratischer Zahlkörper im Punkte s= 1 mit automorphen Formen. Münster 1963, OCLC 74040785 (Dissertation)
- mit Gerhard Niklasch: On cliques of exceptional units and Lenstra's construction of Euclidean fields, München 1987, OCLC 74964219.
- Zahlentheorie. Eine Einführung in die Algebra. Mit 9 Abbildungen, 6 Tabellen und 1 Falttafel. Berlin 1996, ISBN 3-540-58791-8.